# A Margit-sziget épületeinek listája
Az alábbi oldal a Margit-sziget épületeinek listáját tartalmazza.

## Napjainkban is álló épületek
| Név                                                                     | Építési idő  | Tervező                             | Stílus           | Megjegyzés | Kép |
| ----------------------------------------------------------------------- | ------------ | ----------------------------------- | ---------------- | --- | --- |
| Margitszigeti Casino                                                    | 1868–1869 k. | Ybl Miklós                          | romantikus ?     | Az Alsószigeti Nagyvendéglő helyére épült. Az átalakítások és a háborús károk hatására szinte felismerhetetlenné vált épület 2017-ben kapott rekonstrukciót. |     |
| Premontrei konvent kolostora és Szent Mihály kápolnája                  | 1930–1932    | Lux Kálmán                          | neoromán         | Az eredeti kolostor elpusztult. |     |
| Iharos Sándor Margitszigeti Atlétikai Centrum (korábban: Úttörőstadion) | 1949         | nem ismert                          | modern           | |     |
| Palatinus Strandfürdő                                                   | 1919, 1937   | id. Janáky István                   | modern           | Nevét a nádor latin elnevezéséből kapta, a sziget egykori nevére emlékezve). 1919-ben nyílt meg, 1937-ben megnagyobbították. A Palatinus nagymedencéje a második világháború előtt a legnagyobb európai medence volt. |     |
| Hajós Alfréd Nemzeti Sportuszoda                                        | 1930         | Hajós Alfréd                        | art déco         | 1937-ben készült el a nyitott vízipóló-medencéje. |     |
| Víztorony                                                               | 1911         | Zielinski Szilárd, Ray Rezső Vilmos | ipari szecesszió | 1911-ben épült az akkor forradalminak számító vasbeton-technológiával. |     |
| Sirály csónakház                                                        | 1940-1941    | Czakó László                        | bauhaus          | A csónakháztól északra épült az Országos Tiszti Tudományos és Kaszinó Egyesület klubháza. A második világháborút Követően helyreállított épület a Hungária Evezős Egylethez került, 1950-től a Magyar Néphadsereg üdülője és klubháza lett, a rendszerváltás után Európa Ház néven rendezvényhelyszínként működött, 2015-ben a Danubius Nemzeti Hajós Egylet (DNHE) költözhetett be az elhanyagolt épüületbe. A Sirály csónakházat pedig régebben a Budapesti Honvéd Sportegyesület, a jelenben az Építők Margitszigeti Diák Kajak Club használja. A két épület körül a part mentén kisebb vigalmi negyed épült ki a 2010-es években. |     |
| Ensana Thermal Margitsziget termál- és gyógyszálloda                    | 1979         | Kéry Gyula                          | későmodern       | Az Ybl Miklós tervezte, 1868–1870-es Margit fürdő helyére épült. |     |
| Grand Hotel Margitsziget                                                | 1873         | Ybl Miklós                          | neoreneszánsz    | 1926-ban Wälder Gyula tervei alapján szanatóriumi szárnyépülettel egészítették ki. |     |
| A Margit-szigeti szálló gépháza                                         | 19. század   | nem ismert                          | ipari eklektika  | Az épület gépei szivattyúzzák át a Thermál-hotelbe és a Palatinusra a Dagály fürdő felől csővezetéken érkező termálvizet. |     |
| Danubius Nemzeti Hajós Egylet (DNHE) hajdani épülete                    | 1939         | Heinrich Jenő                       | bauhaus          | Eredetileg Horthy Miklós nyaralójaként funkcionált, a második világháborút követően 1999-ig a Pénzügyminisztérium sportegyesülete használta. 2015-ben a Magyar Úszó Szövetséghez került. |     |
| Petőfi Sándor Napközis Tábor (korábban: Úttörőtábor)                    | 1949         | nem ismert                          | modern           | A XIII. kerület gyermektábora, 2016-ban részben átalakítva és felújítva. |     |

## Elpusztult épületek
| Név                                                           | Építési idő | Elbontási idő | Tervező                      | Stílus                               | Megjegyzés | Kép                       |
| ------------------------------------------------------------- | ----------- | ------------- | ---------------------------- | ------------------------------------ | --- | ------------------------- |
| Margit fürdő                                                  | 1868–1870   | 1958          | Ybl Miklós                   | neoreneszánsz                        | A fürdő épülete a második világháború alatt olyan súlyos károkat szenvedett, hogy az 1956. évi árvíz után annak ellenére, hogy műemléki védelem alatt állt, lebontották. A helyére épült a Thermál Szálló az 1970-es évek végén. |                           |
| A Margit híd Margit-szigeti lejárója melletti két vámszedőház | 1900 k.     | nem ismert    | talán Hauszmann Sándor       | eklektika                            | |                           |
| Domonkos rendi kolostorromok                                  | 13. század  | 16. század    | nem ismert                   | román                                | Itt található Szent Margit Árpád-házi hercegnő (1242–1270) sírja is. Minden év január 18-hoz közel eső vasárnapon szabadtéri ünnepi szentmise helyszíne.                                                                         |                           |
| Ferences rendi kolostorromok                                  | 13. század  | 17. század    | nem ismert                   | gótikus                              | |                           |
| Főkapu                                                        | 19. sz.     | nem ismert    | nem ismert                   |                                      | |                           |
| „A Királyné kertjének” pavilonja                              | 19. sz.     | nem ismert    | nem ismert                   |                                      | |                           |
| Margit-szigeti sporttelep                                     | 19. sz.     | 20. sz.       | nem ismert                   | gerendavázas-kitöltőfalas (fachwerk) | |                           |
| Margit-szigeti kávéház                                        | 19. sz.     | 20. sz.       | nem ismert                   | gerendavázas-kitöltőfalas (fachwerk) | |                           |
| Habsburg-kápolna (László-kápolna)                             | 1903        | 1945 után     | Korb Flóris és Giergl Kálmán | neogótikus                           | Építését Habsburg–Lotaringiai József Károly főherceg rendelte el a domonkos kolostor területén. A második világháborúban megsérült, később lebontották.                                                                          |                           |
| A hadikiállítás épülete                                       | 1917        | 1917          | Medgyaszay István            |                                      | |                           |
| Honvéd teniszpálya                                            | 20. sz.     |               |                              | modern                               | |                           |
| Szent Margitsziget Gyógyfürdő Rt. irodaháza                   |             |               |                              |                                      | később Spolarich vendéglő, majd a Magyar Athlétikai Club klubháza |                           |
| Alsószigeti Nagyvendéglő                                      |             |               |                              | romantikus ?                         | A helyére épült a Casino. |                           |
| A főhercegi nyári lak épülete                                 |             |               |                              |                                      | |                           |
| József nádor villája                                          |             |               |                              |                                      | A ferences templom romjai mellett állt. |                           |
| Kisszálló                                                     |             |               |                              |                                      | Főhercegi Kastély, később Dália Hotel |                           |
| A millenniumi kiállítás Vadászati pavilonja                   | 1896 után   | 1930          | Alpár Ignác                  | gerendavázas-kitöltőfalas (fachwerk) | A kiállításról maradt, és a Városligetben szétbontott, majd a Margit-szigeten újra Szigeti Kávéház néven felállították. Az épületet 1930-ban bontották le végleg.                                                                | (itt még a Városligetben) |
| Margitszigeti ivócsarnok                                      | 1868–1870   | 1958          | Margit sziget                |                                      | A második világháborúban súlyosan megsérült. Rekonstrukciója nem történt meg, hanem 1958-ban elbontották. | [ 12 ]                    |

## Nagyobb építmények
| Név                  | Építési idő | Tervező     | Stílus            | Megjegyzés                                                                       | Kép |
| -------------------- | ----------- | ----------- | ----------------- | -------------------------------------------------------------------------------- | --- |
| Zenélő kút           | 1936        |             | neoklasszicista ? | Bodor Péter székely mechanikus, ezermester, marosvásárhelyi alkotásának másolata |     |
| Zenélő szökőkút      | 1962        |             | modern            | 2013-ban felújították.                                                           |     |
| Centenáriumi emlékmű | 1972        | Kiss István | modern            | Pest-Buda és Óbuda egyesítésének 100. évfordulójára készült.                     |     |

## Egyéb irodalom
- Kollin Ferenc: Budapesti üdvözlet, Helikon Kiadó, Budapest, 1983, ISBN 963-207-595-1
- Törs Kálmán: Margit-sziget, Pest, 1872 (reprint kiadás: Múzsák Közművelődési Kiadó, Budapest, 1987, ISBN 963-564-353-5)
- Rupp Jakab: Budapest és környékének helyrajzi története, Magyar Tudományos Akadémia Történelmi Bizottsága, Pest, 1868 (reprint kiadás: Állami Könyvterjesztő Vállalat, Budapest, 1986, ISBN 963-292-026-0)

## Egyéb külső hivatkozások
- http://www.dnhe.hu/index.php?option=com_content&view=article&id=22&Itemid=61&limitstart=3
- https://www.jobbmintotthonkisvendeglo.hu/vendeglatas-tortenete/85-margitsziget-regi-vendegloi.html
- https://mrfoster.blog.hu/2019/10/15/eltunt_epuletek_nyomaban_a_csodaszep_margit_furdo
- https://falanszter.blog.hu/2013/09/05/ilyen_lesz_az_uj_margitsziget